# Cremastus rohweri
Cremastus rohweri är en stekelart som beskrevs av Joseph Augustine Cushman 1917. Cremastus rohweri ingår i släktet Cremastus och familjen brokparasitsteklar. Inga underarter finns listade i Catalogue of Life.